# Epidendrum arevaloi
Epidendrum arevaloi är en orkidéart som först beskrevs av Rudolf Schlechter, och fick sitt nu gällande namn av Eric Hágsater. Epidendrum arevaloi ingår i släktet Epidendrum och familjen orkidéer. Inga underarter finns listade i Catalogue of Life.